# 谭代山
谭代山（1984年8月29日—），笔名钛山，中国平面设计师，现居于广东东莞，曾为多间开源项目（以KDE系为主）设计吉祥物，并为游戏《自由星球II》担任绘画工作。

## 作品
- Konqi（KDE吉祥物）
- 松鼠Kiki（Krita吉祥物）[2]
- 啄木鸟Kate（Kate吉祥物）[3]
- 《自由星球II》（游戏）

- Konqi和Katie
- Krita吉祥物草稿
- Kate吉祥物